# Terebra albocancellata
Terebra albocancellata é uma espécie de gastrópode do gênero Terebra, pertencente a família Terebridae.